# Arixiuna varians
Arixiuna varians är en skalbaggsart som först beskrevs av Bates 1881.  Arixiuna varians ingår i släktet Arixiuna och familjen långhorningar.
Artens utbredningsområde är Guatemala. Inga underarter finns listade.